# 張世軍 (1970年)
張世軍（1970年8月16日—），中華人民共和國維權人士、退役解放軍、六四戒严部队士兵。他因見證1989年的六四事件後同情學生而被勒令退伍回鄉。2009年六四事件二十週年時，張世軍上書《一个戒严战士公开信》於時任中共中央總書記兼中央軍委主席胡锦涛，要求為個人和事件平反，譴責屠城及提倡民主，是首位公開懺悔的六四前軍人，因而被一度拘禁。

## 生平

### 見證六四
據張世軍的公開信所述，張於1986年11月6日入伍。1989年，六四民運展開，他於4月20日隨部隊進京戒严。同年6月3日，他目睹軍隊鎮壓學生。及後，他向軍方申請退役，遭部隊以「资产阶级自由化」和「拒不执行戒严任务」的罪名令張世軍退伍。1992年3月，張於山東省滕州市被捕，並被判「反党反社会主义罪」監禁三年。

### 公開信
自六四事件後，張世軍一直致函於中央政府，要求為事件平反，但一直未得到回應。2009年，六四事件二十週年，張在3月6日於互聯網中以真名並附上地址和身分證編號的公開信於時任中共中央總書記兼中央軍委主席胡錦濤。公開信中，張要求胡錦濤為六四事件平反，並反對獨裁統治，主張民主、提倡言論自由等要求。

### 埃及革命
2011年，埃及民眾發動革命，成功令總統穆巴拉克下台。張世軍對《香港蘋果日報》記者表示埃及軍方沒有鎮壓群眾加以讚賞，並指當年六四事件中打壓學生的軍人應感到慚愧，同時他也指出現時解放軍已淪為政府的統治工具。

## 資料來源
1. 1 2  . 蘋果日報 (香港). 2011-02-13  [2020-12-07]. （原始内容存档于2020-12-07）.
2. ↑  Welle (www.dw.com), Deutsche. . 2009-03-24  [2021-11-15]. （原始内容存档于2021-11-15） （中文（中国大陆））.
3. 1 2 3 4 5  《一个戒严战士公开信》